# Lycodes
Lycodes är ett släkte av fiskar som beskrevs av Reinhardt, 1831. Lycodes ingår i familjen tånglakefiskar.

## Dottertaxa tillLycodes, i alfabetisk ordning[1][2]
- Lycodes adolfi
- Lycodes akuugun
- Lycodes albolineatus
- Lycodes albonotatus
- Lycodes bathybius
- Lycodes beringi
- Lycodes brevipes
- Lycodes brunneofasciatus
- Lycodes caudimaculatus
- Lycodes concolor
- Lycodes cortezianus
- Lycodes diapterus
- Lycodes esmarkii
- Lycodes eudipleurostictus
- Lycodes fasciatus
- Lycodes frigidus
- Lycodes fulvus
- Lycodes gracilis
- Lycodes heinemanni
- Lycodes hubbsi
- Lycodes japonicus
- Lycodes jenseni
- Lycodes jugoricus
- Lycodes lavalaei
- Lycodes luetkenii
- Lycodes macrochir
- Lycodes macrolepis
- Lycodes marisalbi
- Lycodes matsubarai
- Lycodes mcallisteri
- Lycodes microlepidotus
- Lycodes microporus
- Lycodes mucosus
- Lycodes nakamurae
- Lycodes nishimurai
- Lycodes obscurus
- Lycodes ocellatus
- Lycodes paamiuti
- Lycodes pacificus
- Lycodes palearis
- Lycodes pallidus
- Lycodes paucilepidotus
- Lycodes pectoralis
- Lycodes polaris
- Lycodes raridens
- Lycodes reticulatus
- Lycodes rossi
- Lycodes sadoensis
- Lycodes sagittarius
- Lycodes schmidti
- Lycodes semenovi
- Lycodes seminudus
- Lycodes sigmatoides
- Lycodes soldatovi
- Lycodes squamiventer
- Lycodes tanakae
- Lycodes teraoi
- Lycodes terraenovae
- Lycodes toyamensis
- Lycodes turneri
- Lycodes uschakovi
- Lycodes vahlii
- Lycodes yamatoi
- Lycodes ygreknotatus